# Kryogen (Technik)
Kryogen (altgriechisch κρύος kryos „Kälte, Frost, Eis“ und -gen; wörtlich „Kälteerzeuger“) ist ein Begriff für Stoffe, Prozesse und Eigenschaften im Zusammenhang mit extrem niedrigen Temperaturen.

## Kryogene
Flüssige Kryogene sind Helium (Siedepunkt [Sdp.] 4,222 K = −268,928 °C), Wasserstoff (Sdp. 20,268 K = −252,882 °C), Stickstoff (Sdp. 77,35 K = −195,80 °C), Argon (Sdp. 87,15 K = −185,8 °C), Sauerstoff (Sdp. 90,18 K = −182,97 °C). Ein festes Kryogen ist Trockeneis (gefrorenes Kohlenstoffdioxid, Sublimationspunkt 194,5 K = −78,5 °C).
Die Kryogene Wasserstoff und Sauerstoff dürfen im Laboratorium und Technikum wegen ihrer Reaktivität und damit einhergehenden Gefährlichkeit nicht eingesetzt werden, und anstatt Argon wird zumeist kostengünstigerer Stickstoff als Kryogen eingesetzt – Argon nur, wenn auch dieser nicht einsetzbar ist.

## Verwendungszwecke
Kryogene finden unter anderem Verwendung zum Einfrieren und Konservieren von Samenzellen oder bei der Kühlung von Supraleitern. Flüssiger Wasserstoff (LH2) und Sauerstoff (LOX) werden als Treibstoff bzw. Oxydator für Raketentriebwerke verwendet, so zum Beispiel bei den Haupttriebwerken der Ariane-5-Rakete oder des Space Shuttles. In flüssigen Sauerstoff getränkte brennbare Materialien (zum Beispiel Holz, Kohle etc.) wurden als Oxyliquit früher als Sprengstoff verwendet, jedoch haben sicherere Sprengstoffe diese inzwischen fast vollständig abgelöst.
Ein weiterer Verwendungszweck ist das Entschichten von Oberflächen. Zunächst wird die abzutragende Schicht (zum Beispiel Lack) tiefgefroren. Dadurch verliert diese ihre Elastizität und wird spröde. Danach kann die Schicht abgestrahlt werden. Das Tieffrieren und Abstrahlen kann mit Trockeneis auch in einem Arbeitsschritt erfolgen (siehe Trockeneisstrahlen). Beide Verfahren sind umweltfreundlicher als der Einsatz von organischen Lösungsmitteln.
Als Kryoflüssigkeiten werden kalte Flüssigkeiten bezeichnet, die benutzt werden, um die in technischen Anwendungen (zum Beispiel der Magnetresonanztomografie) oder wissenschaftlichen Experimenten notwendigen tiefen Temperaturen zur Verfügung zu stellen. In Kryostaten dienen sie dazu, eine kalte Umgebung bereitzustellen, von der aus mit geeigneten Methoden die gewünschten, eventuell noch tieferen Temperaturen erreicht werden können. Die Kryoflüssigkeiten werden von zentralen Einrichtungen oder kommerziellen Anbietern durch Verflüssigung der entsprechenden Gase erzeugt (für Luft/Stickstoff zum Beispiel nach dem Linde-Verfahren) und mit besonderen Transportbehältern zur jeweiligen Anwendung gebracht. Meistens verwendet man dabei flüssigen Stickstoff und/oder flüssiges Helium.
Supraleiter erfordern zur Aufrechterhaltung der Supraleitung die Kühlung unter die Sprungtemperatur. Die ersten bekannten supraleitenden Materialien erforderten dabei die Kühlung mit flüssigem Helium, doch auch bei neueren sogenannten Hochtemperatur-Supraleitern ist üblicherweise die Kühlung mit flüssigem Stickstoff notwendig. Bei ausreichender Isolierung gegen die Umgebung ist jedoch, da keine Wärme aufgrund elektrischer Widerstände entsteht, der Verbrauch an kryogener Substanz gering, so lange es nicht zum Quench kommt.
Bei der Erforschung zukünftiger Fusionsreaktoren werden kryogene Wasserstoffpellets zur Brennstoffnachfuhr verwendet, welche meist mit Hilfe einer Zentrifuge auf bis zu 1000 m/s beschleunigt und daraufhin in das Plasma befördert werden.
Die Molekularküche wendet flüssigen Stickstoff als billiges und relativ sicher handhabbares Kryogen an.

## Kryotechnik in der Science-Fiction
In zahlreichen Filmen und Werken der Science-Fiction-Literatur wird eine fiktive Kryogen-Technik dazu verwendet, Menschen einzufrieren oder in einen scheintodähnlichen Zustand zu versetzen, um deren Lebensfunktionen drastisch herabzusetzen. Mit diesem auch Kälteschlaf (sowie, teilweise englisch, Kryoschlaf oder Hyperschlaf) genannten Verfahren können nach dieser Vorstellung beispielsweise lang andauernde Raumflüge überbrückt werden, ohne dass die ansonsten üblichen Alterserscheinungen bemerkbar werden.

## Sicherheit
Die enorm tiefen Temperaturen können binnen Sekunden Gewebe zerstören und zu schweren Erfrierungen führen. Diese Gefahr gilt besonders bei kryogenen Substanzen, welche nicht dem Leidenfrosteffekt unterliegen. So ist Ethanol, welches mit Trockeneis gekühlt wurde, trotz der etwa 100 Kelvin höheren Temperaturen deutlich gefährlicher bei Hautkontakt als flüssiger Stickstoff, da letzterer sofort eine isolierende Dampfschicht bildet, ersterer aber nicht.
Kryogene unterhalb der Temperatur flüssigen Sauerstoffs (also auch flüssiger Stickstoff) können der Luft selbigen entziehen. Darüber hinaus erfolgt eine Volumenausdehnung um zwei Größenordnungen, wenn ein Kryogen verdampft, wodurch Sauerstoff schlicht verdrängt werden kann. Da der menschliche Atemantrieb nicht primär durch ein „zu wenig“ an Sauerstoff, sondern durch ein „zu viel“ an CO2 gesteuert wird, kann eine Sauerstoff-Verarmung der Luft vom Menschen nicht wahrgenommen werden, bis es zur Ohnmacht kommt. Gerade in schlecht durchlüfteten Räumen sind daher entsprechende Messgeräte zwingend erforderlich.
Flüssiger Sauerstoff bildet mit organischen Substanzen sowie vielen brennbaren Feststoffen (auch Asphalt!) brennbare und explosive Gemische. Daher müssen Transport- und Lagereinrichtungen frei von Fett, Öl oder anderen brennbaren Materialien sein. Sollte – zum Beispiel beim „Betanken“ – flüssiger Sauerstoff auf Asphalt geraten, so ist Sorge zu tragen, dass keine Zündquellen (auch heftige Stöße) vorliegen, bis der Sauerstoff verdampft ist. Durch die oben beschriebene Anreicherung mit Sauerstoff besteht dieser Effekt in geringerem Maße auch beim Umgang mit anderen Kryogenen.